# ایان برجس
ایان برجس (انگلیسی: Ian Burgess؛ زادهٔ ۶ ژوئیهٔ ۱۹۳۰ در لندن، درگذشتهٔ ۱۹ مهٔ ۲۰۱۲ در هرو، لندن) رانندهٔ مسابقات اتومبیل‌رانی فرمول یک اهل بریتانیا بود که از فصل ۱۹۵۸ تا ۱۹۶۳ در مجموع در بیست گراند پری شرکت کرد، اما موفق به کسب هیچ امتیازی نشد.
برجس در ۱۹ مهٔ ۲۰۱۲ در هرو، لندن درگذشت.